# 遠藤一彦
遠藤 一彦（えんどう かずひこ、1955年4月19日 - ）は、福島県西白河郡西郷村出身の元プロ野球選手（投手）・コーチ、解説者、野球評論家。現役時代は横浜大洋ホエールズのエースとして活躍した。元プロ野球選手の遠藤政隆とは従弟にあたる。マネジメント会社は株式会社レガシージャパン。

## 経歴

### プロ入り前
学法石川高校では1972年、2年生時に中堅手、控え投手として夏の甲子園予選東北大会決勝に進出。東北高と対戦し6回からリリーフに立つが3-6で敗退。翌1973年にはエース、四番打者として福島大会決勝に進むが双葉高に1-2で惜敗、甲子園には届かなかった。
卒業後は東海大学工学部に進学。原辰徳は野球部の3年後輩にあたり、在学中は共にプレーしている。首都大学野球リーグでは5回優勝。1976年の全日本大学野球選手権大会では、吉田恭之投手（松下電器）との二本柱で勝ち進み、決勝で後に大洋でチームメイトになる斉藤明雄投手を擁する大商大を2-1で吉田が完投で降し優勝を飾った。翌1977年の全日本大学野球選手権大会では、決勝で駒澤大を相手に2番手で投げると交代するが延長10回の熱戦の末に敗れ、準優勝。秋の明治神宮大会は決勝で法政大・江川卓と先発で投げ合い、この試合は江川の大学最後の試合で1年生・原との対戦から満員となった。しかし途中降板して敗れ準優勝に終わる。リーグ通算47試合登板、28勝5敗、防御率1.11、200奪三振。最高殊勲選手1回、最優秀投手2回、ベストナイン1回受賞。大学同期に石井昭男外野手、林良孝投手（本田技研鈴鹿）がいる。1977年のドラフト会議で横浜大洋ホエールズから3位指名を受け入団。なお大学時代は機械工学を学んでおり、エンジニアになるのが夢だったという話もあるが本人は当時の野球部長が工学部長であった関係で在籍していたと語っている。ドラフト指名された当初は社会人野球に内定していたこともあり固くプロ入りを拒否していた。しかし在京セ・リーグで3位以内であればプロ入りも視野に入れており、地元福島へ帰る電車の中でスカウトが粘り強く説得した結果、入団にこぎつけた。

### プロ入り後
1978年シーズン終盤に一軍に昇格しプロ初勝利を挙げるが、監督の別当薫の育成方針によりほとんど二軍生活だった。別当からは春先に下手投げへの変更命令が出ていたが、二軍投手コーチだった堀本律雄から上で投げるようにと進言され、本格派投手としての一歩を踏み出す。
1979年前半戦は先発、後半戦は抑えとして12勝12敗8Sの成績を挙げるも、新人王は13勝を挙げてリーグ勝率1位の藤沢公也（中日）が受賞した。
1980年はほぼシーズンを通してリリーフに専念。
1981年に1年先輩の斉藤明雄と入れ替わる形で先発投手に復帰。以後、弱小時代のホエールズのエースとして活躍する。
1982年から6年連続二桁勝利をあげる。
1983年には18勝9敗3S、186奪三振、防御率2.87の成績でベストナイン、最多勝、最多奪三振、最多完投、沢村賞を獲得。
1984年も17勝17敗、208奪三振の成績で2年連続の最多勝、最多奪三振を記録するものの打線の援護に恵まれず敗戦もリーグワーストを記録した。勝率がジャスト5割での最多勝獲得はセ・リーグではこの年の遠藤のみである。17勝目を挙げた10月13日の対ヤクルト戦では9回2アウトまで抑えた所でこの年限りでの現役引退を表明していた平松政次にマウンドを譲り、右翼手の守備に就いた。
1986年にも最多奪三振を記録。
1987年10月3日の対読売ジャイアンツ（巨人）戦（後楽園球場）の5回表に三塁への走塁中に右足アキレス腱を断裂。
1988年に手術・リハビリを経て一軍復帰するが、急に開幕に間に合わせたことが災いして投球バランスを崩してスタミナも不足し、5勝12敗で防御率4.76と復調せず、連続二桁勝利が途切れた。
1989年、開幕ローテーションに入り5月まで2勝1敗ながらも不調で二軍落ち、オールスター直前に一軍復帰したが1勝も挙げれず7連敗でシーズンを終え防御率は自己ワーストを記録した。
1990年、この年監督に新任した須藤豊から10年ぶりにクローザーへ指名され、6勝6敗21Sの成績を挙げ、カムバック賞を受賞した。
1991年、この年もクローザーとしてシーズンを迎え開幕戦勝利したがそれ以降は登板内容が悪く、7月以降はクローザーの座は二年目の佐々木主浩に明け渡す形となってしまった。
1992年、3年ぶりに先発投手に再転向したが開幕に出遅れ一軍初登板は6月半ばとなった。以降は先発ローテーションに入ったが二桁先発登板したシーズンでは初めて完投無しに終わり衰えは隠せず、シーズン終盤に球団に呼ばれ来年契約はしないと戦力外を告げられ、この年限りで現役を引退。引退試合となった10月7日の巨人戦（横浜スタジアム）は「横浜大洋ホエールズ」として最後の試合でもあり、消化試合ではあったが最後の勇姿を見ようと詰め掛けたファンで横浜スタジアムは満員となった。2回を無失点、140km/hを超えるストレートとフォークで有終の美を飾った。引退セレモニーではチームのほとんどの選手が涙で引退を惜しみ、ホエールズを長きにわたり一緒に支え続けた斉藤明夫（明雄より改名）とは、共に号泣して抱き合った。引退については嘗ての監督であった関根潤三に相談したところ、「大洋の遠藤として終わるのもいいんじゃないか」と声をかけられて決意したという。

### 引退後
引退後はTBSテレビ・ラジオ野球解説者（1993年 - 1996年）を経て、古巣・横浜で二軍投手コーチ（1997年 - 1999年）→一軍投手コーチ（2000年 - 2003年）を務めた。2003年はチーム防御率4.80（リーグ最下位）、2桁勝利0人と投手陣の成績が低迷していた。横浜退団後の2004年からはTBSラジオ（2005年まで）・TBSニュースバード・テレビ神奈川の野球解説者、2015年からは東京スポーツの野球評論家を務めている。
2009年6月1日付で神奈川県鎌倉市観光協会専務理事に就任し6年間務めた。2014年1月20日、学生野球資格を回復。現在は野球解説者をやりながら一般企業の営業職に非常勤で勤務し、横浜スタジアム室内練習場で開催しているジャパンアスレチックアカデミー「JAA」で小中学生への野球指導を行っている。

## 選手としての特徴
オーバースローからのストレートの球速は、本人によれば大学時代で135～6km/h程度で、プロ入り後も140km/h台前半だったという。ただし、プロ入り後は140km/h台後半の球速を幾度も記録している。持ち球も入団直後はカーブしかなかったが、入団2年目に最大の武器となるフォークを習得した。フォークは2種類あり、シュート気味に落ちるフォーク、スライダー気味に曲がりながら落ちるフォーク。そのほかチェンジアップも持ち球とした
元巨人のウォーレン・クロマティは遠藤が一番の苦手投手で、自著において「あれなら大リーグでもスターになれる」と断言している。
投手の職業病として野球人の中ではよく知られる股関節の負担は大きかったようであり、引退後に加齢によって股関節の調子が悪化している。2018年9月の記事によると、遠藤は川口和久に「俺、もう動かないんだよ。いいケアがあったら教えてくれ」と弱音を吐いていたという。

## 詳細情報

### 年度別投手成績
| 年 度      | 球 団      | 登 板 | 先 発 | 完 投 | 完 封 | 無 四 球 | 勝 利 | 敗 戦 | セ 丨 ブ | ホ 丨 ル ド | 勝 率 | 打 者 | 投 球 回 | 被 安 打 | 被 本 塁 打 | 与 四 球 | 敬 遠 | 与 死 球 | 奪 三 振 | 暴 投 | ボ 丨 ク | 失 点 | 自 責 点 | 防 御 率 | W H I P |
| ---------- | ---------- | ----- | ----- | ----- | ----- | -------- | ----- | ----- | -------- | ----------- | ----- | ----- | -------- | -------- | ----------- | -------- | ----- | -------- | -------- | ----- | -------- | ----- | -------- | -------- | ------- |
| 1978       | 大洋       | 11    | 2     | 1     | 0     | 1        | 1     | 0     | 0        | --          | 1.000 | 96    | 23.2     | 20       | 2           | 6        | 1     | 1        | 18       | 0     | 0        | 13    | 12       | 4.50     | 1.10    |
| 1979       | 大洋       | 47    | 24    | 8     | 1     | 0        | 12    | 12    | 8        | --          | .500  | 840   | 203.1    | 198      | 29          | 54       | 3     | 1        | 165      | 2     | 0        | 89    | 86       | 3.81     | 1.24    |
| 1980       | 大洋       | 54    | 2     | 0     | 0     | 0        | 5     | 5     | 16       | --          | .500  | 435   | 105.0    | 92       | 15          | 31       | 8     | 0        | 108      | 0     | 1        | 41    | 37       | 3.17     | 1.17    |
| 1981       | 大洋       | 35    | 17    | 5     | 0     | 1        | 8     | 11    | 2        | --          | .421  | 586   | 135.1    | 144      | 15          | 51       | 5     | 2        | 96       | 3     | 0        | 62    | 59       | 3.93     | 1.44    |
| 1982       | 大洋       | 38    | 34    | 12    | 4     | 1        | 14    | 17    | 1        | --          | .452  | 1018  | 243.2    | 229      | 27          | 71       | 7     | 2        | 177      | 3     | 0        | 98    | 83       | 3.06     | 1.23    |
| 1983       | 大洋       | 36    | 28    | 16    | 3     | 1        | 18    | 9     | 3        | --          | .667  | 959   | 238.1    | 219      | 31          | 42       | 7     | 5        | 186      | 2     | 2        | 81    | 76       | 2.87     | 1.10    |
| 1984       | 大洋       | 38    | 37    | 18    | 2     | 3        | 17    | 17    | 0        | --          | .500  | 1138  | 276.2    | 255      | 39          | 60       | 3     | 2        | 208      | 1     | 1        | 132   | 113      | 3.68     | 1.14    |
| 1985       | 大洋       | 28    | 28    | 16    | 2     | 3        | 14    | 7     | 0        | --          | .667  | 869   | 214.1    | 188      | 25          | 51       | 1     | 1        | 154      | 2     | 0        | 82    | 75       | 3.15     | 1.12    |
| 1986       | 大洋       | 31    | 31    | 16    | 1     | 7        | 13    | 13    | 0        | --          | .500  | 967   | 233.0    | 242      | 29          | 31       | 4     | 1        | 185      | 4     | 0        | 92    | 78       | 3.01     | 1.17    |
| 1987       | 大洋       | 23    | 23    | 15    | 1     | 6        | 14    | 7     | 0        | --          | .667  | 729   | 181.1    | 172      | 21          | 25       | 5     | 2        | 107      | 0     | 0        | 62    | 58       | 2.88     | 1.09    |
| 1988       | 大洋       | 23    | 21    | 1     | 0     | 0        | 5     | 12    | 0        | --          | .294  | 465   | 109.2    | 123      | 17          | 22       | 1     | 1        | 67       | 0     | 0        | 63    | 58       | 4.76     | 1.32    |
| 1989       | 大洋       | 19    | 16    | 1     | 0     | 0        | 2     | 8     | 0        | --          | .200  | 384   | 89.0     | 113      | 22          | 14       | 1     | 2        | 69       | 2     | 0        | 61    | 61       | 6.17     | 1.43    |
| 1990       | 大洋       | 45    | 0     | 0     | 0     | 0        | 6     | 6     | 21       | --          | .500  | 281   | 70.2     | 51       | 7           | 18       | 7     | 1        | 55       | 0     | 0        | 21    | 17       | 2.17     | 0.98    |
| 1991       | 大洋       | 19    | 0     | 0     | 0     | 0        | 2     | 2     | 7        | --          | .500  | 108   | 25.0     | 26       | 5           | 9        | 3     | 0        | 18       | 2     | 0        | 16    | 16       | 5.76     | 1.40    |
| 1992       | 大洋       | 13    | 13    | 0     | 0     | 0        | 3     | 2     | 0        | --          | .600  | 253   | 59.1     | 65       | 7           | 13       | 0     | 0        | 41       | 1     | 0        | 28    | 27       | 4.10     | 1.31    |
| 通算：15年 | 通算：15年 | 460   | 276   | 109   | 14    | 23       | 134   | 128   | 58       | --          | .511  | 9128  | 2208.1   | 2137     | 291         | 498      | 56    | 21       | 1654     | 22    | 4        | 941   | 856      | 3.49     | 1.19    |

- 各年度の太字はリーグ最高

### タイトル
- 最多勝利：2回 （1983年、1984年）
- 最多奪三振：3回（1983年、1984年、1986年） ※当時連盟表彰なし、セントラル・リーグでは、1991年より表彰

### 表彰
- 沢村栄治賞：1回 （1983年）
- ベストナイン：1回 （1983年）
- 最優秀投手：1回 （1983年）
- 月間MVP：2回 （1983年9月、1985年6月）
- カムバック賞：1回 （1990年）

### 記録
初記録
- 初登板：1978年8月15日、対中日ドラゴンズ18回戦（横浜スタジアム）、5回表2死に4番手で救援登板、1回1/3を無失点
- 初奪三振：同上、5回表に高木守道から
- 初先発：1978年8月21日、対ヤクルトスワローズ22回戦（明治神宮野球場）、2回1/3を4失点
- 初勝利・初完投勝利：1978年9月10日、対中日ドラゴンズ25回戦（横浜スタジアム）、9回2失点
- 初セーブ：1979年5月16日、対読売ジャイアンツ7回戦（石川県立野球場）、8回裏無死に2番手で救援登板・完了、1回無失点
- 初完封勝利：1979年6月2日、対広島東洋カープ7回戦（札幌市円山球場）

節目の記録
- 1000投球回：1984年5月6日、対中日ドラゴンズ6回戦（横浜スタジアム）、7回表3死目に達成
- 1000奪三振：1985年5月16日、対阪神タイガース4回戦（阪神甲子園球場）、4回裏に真弓明信から　※史上70人目
- 1500投球回：1986年5月22日、対読売ジャイアンツ9回戦（横浜スタジアム）、6回表2死目に達成
- 100勝：1986年8月30日、対ヤクルトスワローズ19回戦（鳥屋野運動公園野球場）、9回1失点完投勝利（自責点0）　※史上93人目
- 1500奪三振：1989年8月20日、対中日ドラゴンズ21回戦（草薙球場）、1回表に川又米利から　※史上30人目
- 2000投球回：同上、1回表3死目に達成

その他の記録
- オールスターゲーム出場：5回（1979年、1984年 - 1986年、1990年）

### 背番号
- 38（1978年）
- 24（1979年 - 1992年）
- 83（1997年 - 2003年）

## 関連情報

### 著書
- 『江川は小次郎、俺が武蔵だ!』（ロングセラーズ：1986年3月）

### 歌
- 『ビクトリー』（1984年4月1日発売、メインボーカルは細川たかし） 原辰徳・岡田彰布・高橋慶彦・宇野勝・荒木大輔と共にコーラス参加。

### ドラマ出演
- 『半熟卵』（1994年・フジテレビ系） - 大場昌彦役
- 『愛とは決して後悔しないこと』（1996年・TBS系） - 桶川文人役

### CM出演
- メガネスーパー
- 横浜ランドマークタワー
- サントリーウーロン茶（「焼肉甲子園」解説者役（声のみの出演））